# Patrick Dorgu
Patrick Chinazaekpere Dorgu (Kopenhagen, 26 oktober 2004) is een Deens-Nigeriaans voetballer die doorgaans speelt als linksback of linksbuiten. In februari 2025 verruilde hij Lecce voor Manchester United. Dorgu maakte in 2024 zijn debuut in het Deens voetbalelftal.

## Clubcarrière
Dorgu speelde in de jeugd van Husum Boldklub en kwam later in de opleiding van FC Nordsjælland terecht. Hier werd hij in de zomer van 2022 overgenomen door Lecce. Hier tekende hij in februari 2023 zijn eerste professionele contract tot medio 2027. Aan het begin van het seizoen 2023/24 werd de Deen overgeheveld naar het eerste elftal. Zijn debuut maakte hij op 13 augustus in de Coppa Italia tegen Como. Door een doelpunt van Pontus Almqvist werd met 1–0 gewonnen en Dorgu mocht na een kwartier spelen van coach Roberto D'Aversa invallen voor de geblesseerd geraakte Antonino Gallo. Hij maakte zijn eerste doelpunt op 2 februari 2024, in de Serie A tegen Fiorentina. Door treffers van Rémi Oudin en Roberto Piccoli en tegendoelpunten van Rolando Mandragora en Lucas Beltrán stond het gelijk voor Dorgu in de blessuretijd van de tweede helft de uitslag besliste op 3–2.
Zijn verbintenis werd in oktober 2024 opengebroken en met twee seizoenen verlengd, tot medio 2029. Ook in het seizoen 2024/25 was Dorgu goed voor een basisplaats bij Lecce en voor de winterstop was hij al driemaal doeltreffend geweest in de Serie A. Hij vertrok halverwege het seizoen, toen Manchester United hem voor een bedrag van circa dertig miljoen euro aantrok en hij zijn handtekening zette onder een verbintenis voor de duur van vijf seizoenen met een optie op een jaar extra.

## Clubstatistieken
| Seizoen | Club              | Competitie     | Competitie | Competitie | Beker | Beker | Internationaal | Internationaal | Totaal | Totaal |
| Seizoen | Club              | Competitie     | Wed.       | Dlp.       | Wed.  | Dlp.  | Wed.           | Dlp.           | Wed.   | Dlp.   |
| ------- | ----------------- | -------------- | ---------- | ---------- | ----- | ----- | -------------- | -------------- | ------ | ------ |
| 2023/24 | Lecce             | Serie A        | 32         | 2          | 2     | 0     | —              | —              | 34     | 2      |
| 2024/25 | Lecce             | Serie A        | 21         | 3          | 2     | 0     | —              | —              | 23     | 3      |
| 2024/25 | Manchester United | Premier League | 0          | 0          | 0     | 0     | —              | —              | 0      | 0      |
| Totaal  | Totaal            | Totaal         | 53         | 5          | 4     | 0     | 0              | 0              | 57     | 5      |

Bijgewerkt op 2 februari 2025.

## Interlandcarrière
Dorgu maakte zijn debuut in het Deens voetbalelftal op 5 september 2024, toen in het kader van de UEFA Nations League 2024/25 gespeeld werd tegen Zwitserland. Hij moest van bondscoach Morten Wieghorst op de reservebank beginnen en hij mocht negen minuten voor het einde van de reguliere speeltijd invallen voor Victor Nelsson. Een minuut na zijn invalbeurt opende hij de score. Door een treffer van Pierre-Emile Højbjerg won Denemarken met 2–0. De andere Deense debutant dit duel was Albert Grønbæk (Stade Rennais).
| Interlands van Patrick Dorgu voor Denemarken | Interlands van Patrick Dorgu voor Denemarken | Interlands van Patrick Dorgu voor Denemarken | Interlands van Patrick Dorgu voor Denemarken | Interlands van Patrick Dorgu voor Denemarken | Interlands van Patrick Dorgu voor Denemarken | Interlands van Patrick Dorgu voor Denemarken |
| №                                            | Datum                                        | Wedstrijd                                    | Uitslag                                      | Competitie                                   | Goals                                        |                                              |
| Als speler bij Lecce                         | Als speler bij Lecce                         | Als speler bij Lecce                         | Als speler bij Lecce                         | Als speler bij Lecce                         | Als speler bij Lecce                         | Als speler bij Lecce                         |
| -------------------------------------------- | -------------------------------------------- | -------------------------------------------- | -------------------------------------------- | -------------------------------------------- | -------------------------------------------- | -------------------------------------------- |
| 1                                            | 5 september 2024                             | Denemarken – Zwitserland                     | 2 – 0                                        | Nations League 2024/25                       | 82'                                          |                                              |
| 2                                            | 8 september 2024                             | Denemarken – Servië                          | 2 – 0                                        | Nations League 2024/25                       |                                              |                                              |
| 3                                            | 15 oktober 2024                              | Zwitserland – Denemarken                     | 2 – 2                                        | Nations League 2024/25                       |                                              |                                              |
| 4                                            | 15 november 2024                             | Denemarken – Spanje                          | 1 – 2                                        | Nations League 2024/25                       |                                              |                                              |

Bijgewerkt op 2 februari 2025.